# Partido pelo Avanço Rural das Ilhas Salomão
O Partido para o Avanço Rural das Ilhas Salomão (SIPRA) é um partido político das Ilhas Salomão. Nas eleições gerais de 5 de abril de 2016, o SIPRA obteve 6,2 por cento dos votos e conquistou 4 dos 50 cadeiras do parlamento.